# Mia McKenna-Bruce
Mia McKenna-Bruce, née le 3 juillet 1997, est une actrice britannique. En 2020, elle est à l'affiche de la série Les Justicières sur la plateforme Netflix.

## Filmographie

### Cinéma
- 2009 : Phénomènes paranormaux d'Olatunde Osunsanmi : Ashley Tyler [1]
- 2023 : How to Have Sex de Molly Manning-Walker : Tara
- 2025 : Le Cri des gardes (The Fence) de Claire Denis : Léone

### Télévision
- 2007 : EastEnders : Penny Branning (5 épisodes)
- 2008 : Small Dark Places : Ester
- 2008 : Holby City : Abi Taylor
- 2009 : The Bill : Keira Curtis
- 2009 : Doctors : Pearl Snow (3 épisodes)
- 2010-2012 : Tracy Beaker Returns : Tee Taylor (39 épisodes)
- 2011 : Spy : Ashley [2]
- 2011 : The Tracy Beaker Survival Files : Tee Taylor
- 2017 : Holby City : Asia Lucas
- 2017 : Milo : Mia
- 2017 : Josh : Babysitter
- 2019 : Piss Off, I Love You
- 2019 : Cleaning Up : Emily
- 2019 : The Rebels : Enica
- 2019 : The Witcher : Marilka
- 2020 : Les Justicières : Bree (10 épisodes) [3]
- 2022 : Vampire Academy : Mia Karp
- 2022 : Persuasion : Mary Elliot-Musgrove